# Metastelma leptophyllum
Metastelma leptophyllum är en oleanderväxtart som först beskrevs av Rudolf Schlechter, och fick sitt nu gällande namn av Alain H. Liogier. Metastelma leptophyllum ingår i släktet Metastelma och familjen oleanderväxter. Inga underarter finns listade i Catalogue of Life.